# Communauté de communes des grands bois
La communauté de communes des grands bois (CCGB)  est une ancienne communauté de communes française, située dans le département de la Haute-Saône en France.
Elle a fusionné avec d'autres intercommunalités pour former le 1er janvier 2014 la communauté de communes du Triangle Vert

## Historique
L'intercommunalité a été créée par un arrêté préfectoral du 10 décembre 2001.
L'article 35 de la loi no 2010-1563 du 16 décembre 2010 « de réforme des collectivités territoriales » prévoit toutefois d'achever et de rationaliser le dispositif intercommunal en France, et notamment d'intégrer la quasi-totalité des communes françaises dans des EPCI à fiscalité propre, dont la population soit normalement supérieure à 5 000 habitants.
Dans ce cadre, le Schéma départemental de coopération intercommunale de 2011 a prévu la fusion des communautés de communes : 
- du Pays de Saulx, 
- des grands bois ; 
- des Franches Communes (sauf  Amblans et Genevreuille), 
et en y rajoutant la commune isolée de Velorcey, afin de former une nouvelle structure regroupant 42 communes et environ 11 200 habitants.
Cette fusion est effective depuis le 1er janvier 2014 et a permis la création, à la place des intercommunalités supprimées, de la communauté de communes du Triangle Vert.

## Territoire communautaire

### Composition
La communauté de communes comprenait en 2013 les 12 communes suivantes :
| Nom                    | Code Insee | Gentilé       | Superficie (km2) | Population (dernière pop. légale) | Densité (hab./km2) |
| ---------------------- | ---------- | ------------- | ---------------- | --------------------------------- | ------------------ |
| Noroy-le-Bourg (siège) | 70390      | Noréens       | 31,78            | 483 (2014)                        | 15                 |
| Autrey-lès-Cerre       | 70040      | Autreziens    | 5,48             | 230 (2014)                        | 42                 |
| Borey                  | 70077      | Boréens       | 14,50            | 238 (2014)                        | 16                 |
| Calmoutier             | 70111      |               | 14,04            | 255 (2014)                        | 18                 |
| Cerre-lès-Noroy        | 70115      |               | 9,96             | 226 (2014)                        | 23                 |
| Colombe-lès-Vesoul     | 70162      | Colombois     | 7,94             | 479 (2014)                        | 60                 |
| Colombotte             | 70164      | Colombottains | 4,35             | 76 (2014)                         | 17                 |
| Dampvalley-lès-Colombe | 70199      |               | 6,26             | 104 (2014)                        | 17                 |
| Liévans                | 70303      | Lievanais     | 4,16             | 144 (2014)                        | 35                 |
| Montjustin-et-Velotte  | 70364      | Montjustinois | 7,54             | 127 (2014)                        | 17                 |
| Vallerois-le-Bois      | 70516      |               | 12,59            | 259 (2014)                        | 21                 |
| Villers-le-Sec         | 70563      |               | 11,11            | 524 (2014)                        | 47                 |

## Organisation

### Siège
La communauté de communes avait son siège en mairie de Noroy-le-Bourg.

### Liste des présidents
L'intercommunalité était administrée par son conseil communautaire, constitué de délégués des conseils municipaux de chaque commune membres.
| Période                                  | Période | Identité        | Étiquette | Qualité                               |
| ---------------------------------------- | ------- | --------------- | --------- | ------------------------------------- |
| Les données manquantes sont à compléter. |         |                 |           |                                       |
| ?                                        | 2013    | Jacques Jeannin |           | Maire de Noroy-le-Bourg (2001 → 2014) |

### Compétences
L'intercommunalité exerçait les compétences qui lui avaient été transférées par les communes membres, dans les conditions déterminées par le Code général des collectivités territoriales. Il s'agissait de :
- Zones de développement éolien ;
- Environnement et cadre de vie : Assainissement collectif et non-collectif, collecte et traitement des ordures ménagères, gestion du bassin versant du Durgeon ;
- Développement et aménagement économique : zones d'activité, développement économique ;
- Équipements sportifs, activités périscolaires ;
- Aménagement de l'espace : schéma de cohérence territoriale (SCOT), programmes globaux de développement et de systèmes de gestion du territoire communautaire ;
- Fauchage de la voirie ;
- Développement touristique communautaire ;
- Logement et habitat :politique du logement social et non-social, opération programmée d'amélioration de l'habitat (OPAH) ;
- création d'événements pour promouvoir le territoire et création d'un journal de promotion du territoire de la communauté de communes[2].

### Régime fiscal et budget
La Communauté de communes était un établissement public de coopération intercommunale à fiscalité propre.
Afin d'assurer la réalisation de ses compétences, la communauté de communes percevait une fiscalité additionnelle aux impôts locaux des communes, avec fiscalité professionnelle de zone et sans fiscalité professionnelle sur les éoliennes.
Afin de financer ce service, elle collectait une redevance d'enlèvement des ordures ménagères (REOM).